# Delahaye 8–10 CV
Der Delahaye 8–10 CV war eine Pkw-Modellreihe des französischen Automobilherstellers Delahaye. Dabei stand das CV für die Steuer-PS. Zu dieser Modellreihe gehörten: 
- Delahaye Type 20 (1904–1906)
- Delahaye Type 34 (1908–1913)